# Repedea

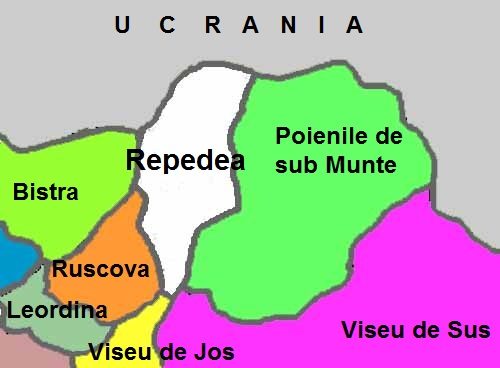

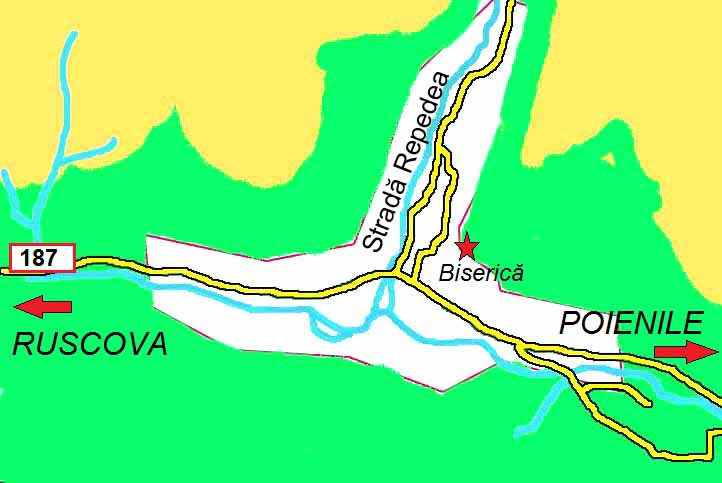
Centro urbano de Repedea

Repedea, en ucraniano Кривий, (transliterado Kriviy), en húngaro Oroszkő,pronúnciese en español "Répedea" es una localidad de la provincia (județ) de Maramureş, en la región
rumana de Transilvania. Es también el centro administrativo (reședința) del municipio del mismo nombre.
Su superficie es de 113 km² y su población de 4.761 habitantes, la mayoría de etnia ucraniana.

## Situación

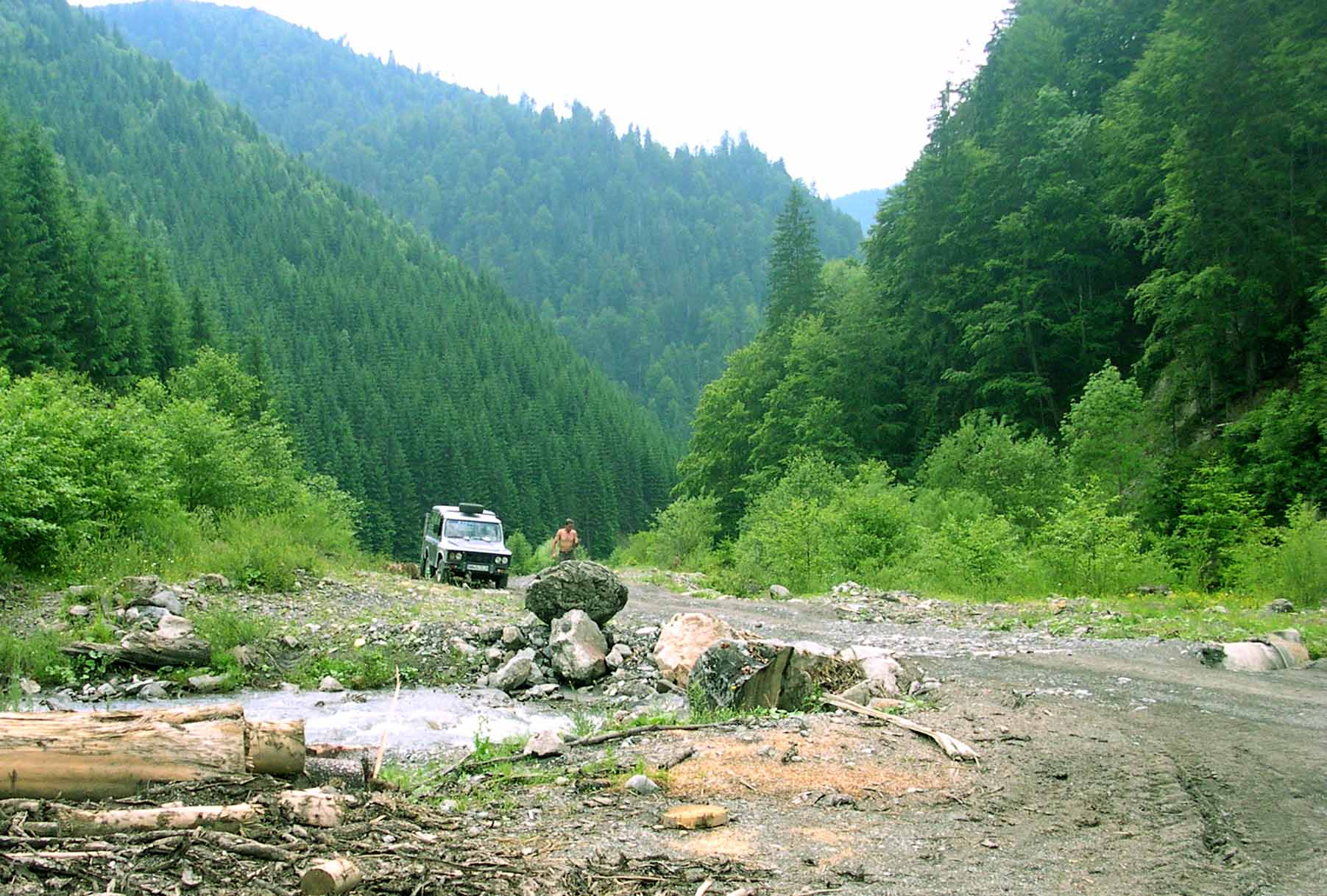
Una pista forestal de tierra conduce desde Repedea hasta la misma frontera con Ucrania. La pista es utiliza por los leñadores, ya que la madera es una de las más importantes bases de la economía local..

El pueblo de Repedea está situado en la parte central-septentrional de la provincia, cercano a la frontera con Ucrania, en la confluencia de los ríos Ruscova y Repedea, a una distancia de 30 km de Vişeu de Sus,a 53 de Sighetu Marmaţiei y a 120 km
de la capital de la provincia, Baia Mare. La altitud mínima del término municipal es de 495 m. y la máxima es de 1957 m. (Cumbre 
Farcău). Repedea se encuentra dentro de los límites del parque natural de los Montes de Maramureş, así que su medio natural
representa un objetivo turístico diferente y extraordinario.
El Municipio limita al oeste con Ruscova y Bistra, al norte con Ucrania y al este con Poienile de sub Munte.

## Historia

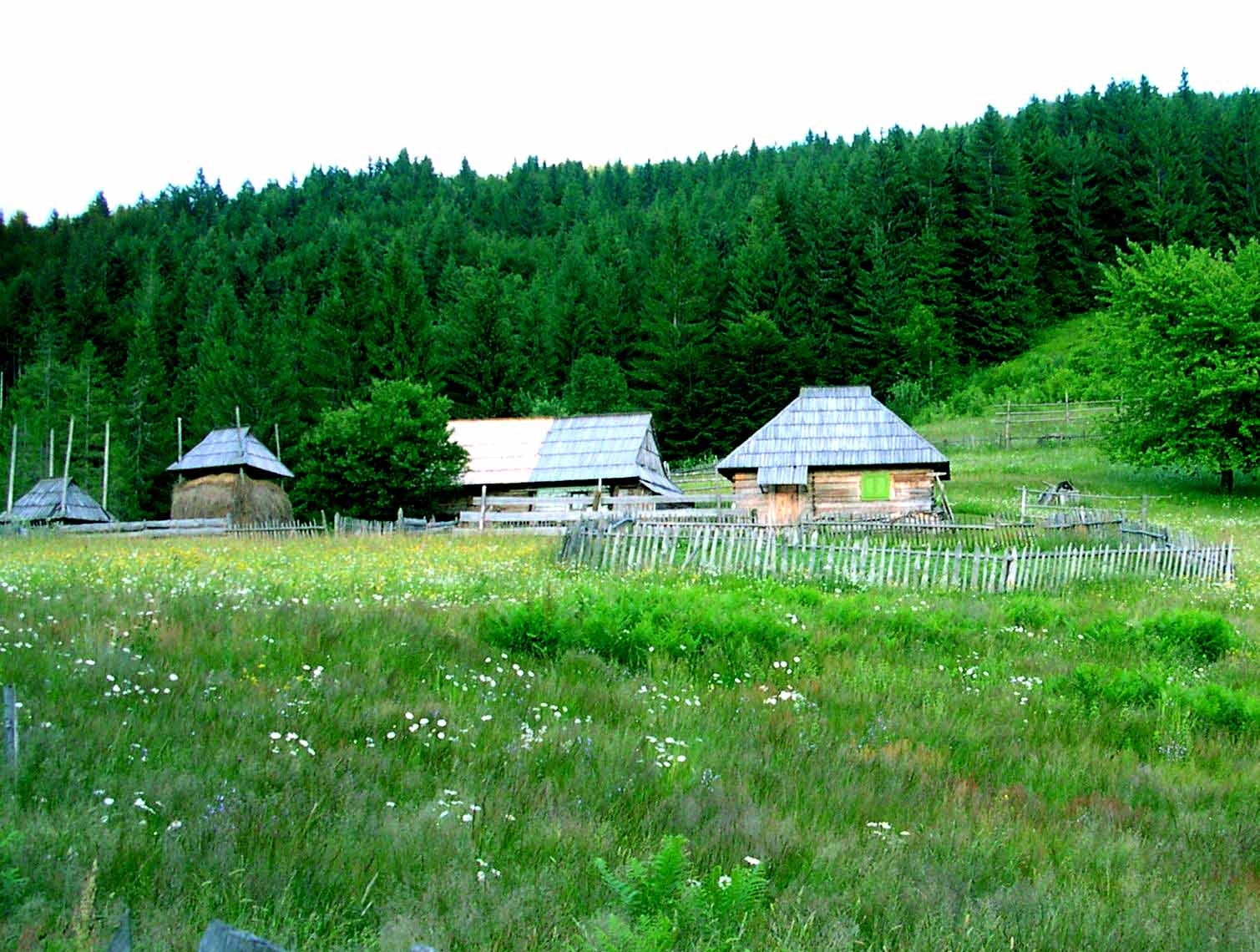
Explotación ganadera en el Monte Pietriceaua.

La localidad de Repedea fue documentada por primera vez en un fuero escrito, en eslavo antiguo, en el año 1350. Este fuero
fue hallado en la vieja Iglesia de madera, construida, en estilo maramuresino, en el año 1413, esta iglesia, que se derrumbó, no pudo resistir los crudos inviernos que acaecieron en los años sesenta del siglo XX,`pero, afortunadamente todo su patrimonio, de un inestimbale valor, se salvó y se halla actualmente en Bucarest. En el fuero se menciona que por este territorio se encontraban pastores y criadores de animales, de origen esl avo, entre los cuales había un habitante,de nombre Krevan, que tenía una casa de madera, en la zona norte de la localidad, a mano izquierda del arroyo Tomnatic, casa que con el tiempo se derumbó, quedando sólo el lugar donde estuvo la casa y que ahora se denomina "Pola Krevanovo" (Llanura de Krevan). Actualmente este lugar está ocupado por un hermoso bosquecillo de abetos que rondan los 50 años.

## Idiomas

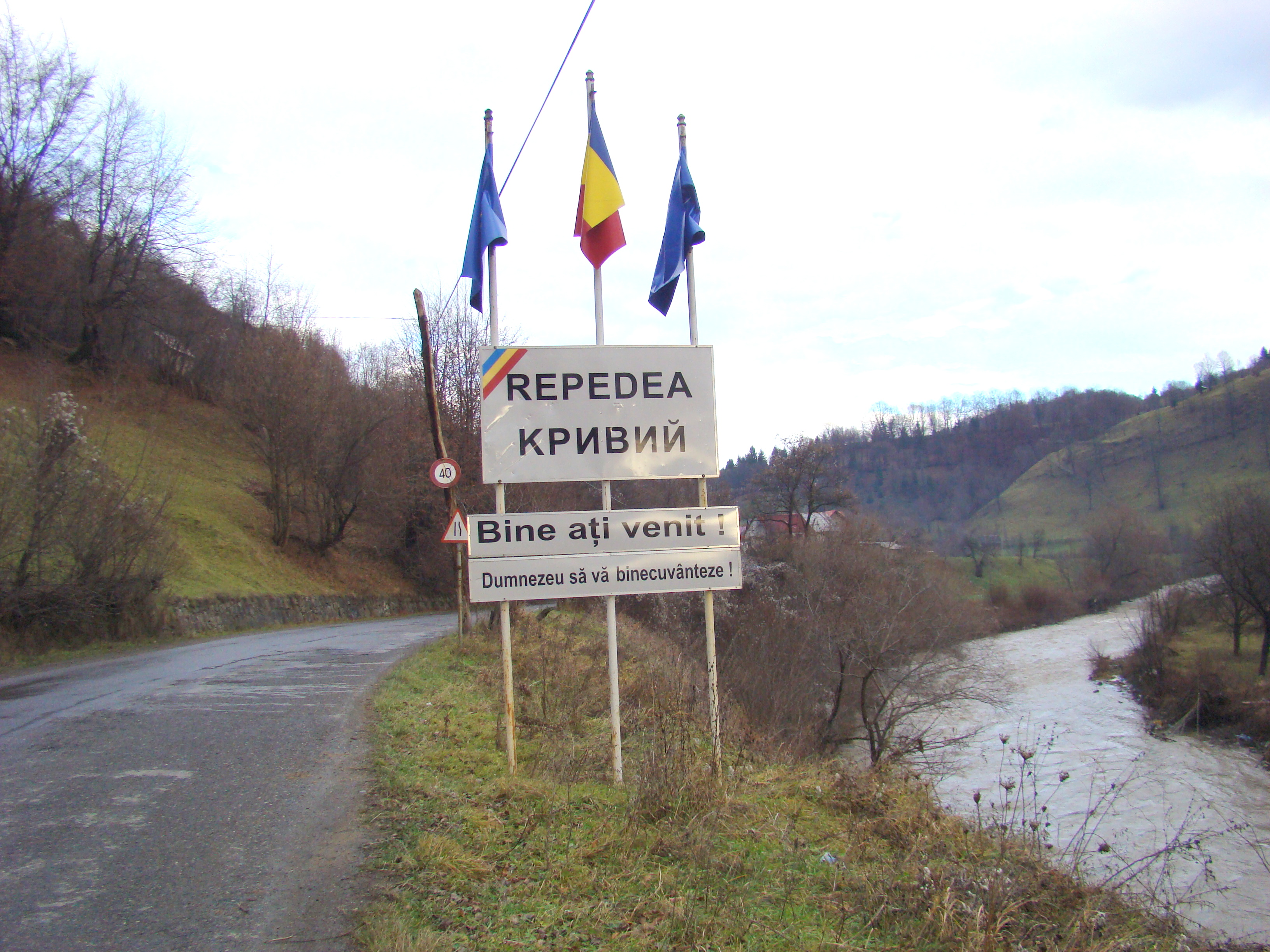
Cartel bilingüe de entrada en Repedea. El texto inferior reza: " ¡Bienvenidos! ; ¡ Dios les bendiga!".

Aunque el rumano es la única lengua oficial, Repedea, al igual que Poienile, es una localidad con una población
mayoritaria de lengua ucraniana. Sus habitantes hablan el Huţul, un dialecto ruteno. No obstante, en las escuelas se
imparte el ucraniano estándar. Existe también una minoría de habla húngara y alemana

## Tradiciones

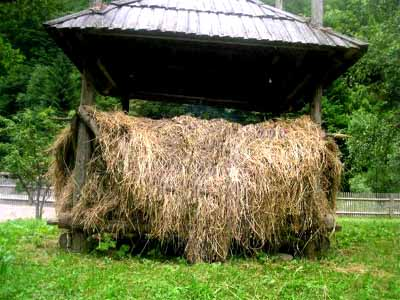
Un pajar (Stog) típico de la región.

La "Fiesta de los Narcisos" (Sărbătoarea Narciselor) es el acontecimiento más importante y conocido del pueblo, donde se
celebra, en la mayor explanada de narcisos de toda la provincia, la llegada de la Primavera.
Este festival tiene lugar el último domingo del mes de mayo.

## Religión
63,6% Ortodoxos de rito ucraniano
33,3% Pentecostales
3,3% Adventistas
0,9% Reformistas

## Economía

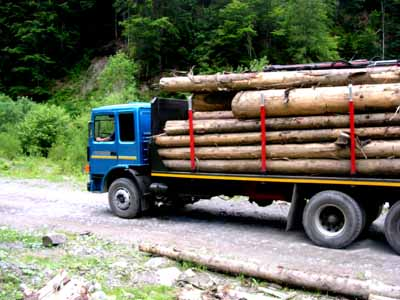
El comercio maderero es la gran riqueza de la zona.

El procesado de la madera, la crianza de animales, la agricultura, el comercio, los servicios y
el turismo son las actividades económicas básicas de sus habitantes